# Henry Hastings, 3:e earl av Huntingdon

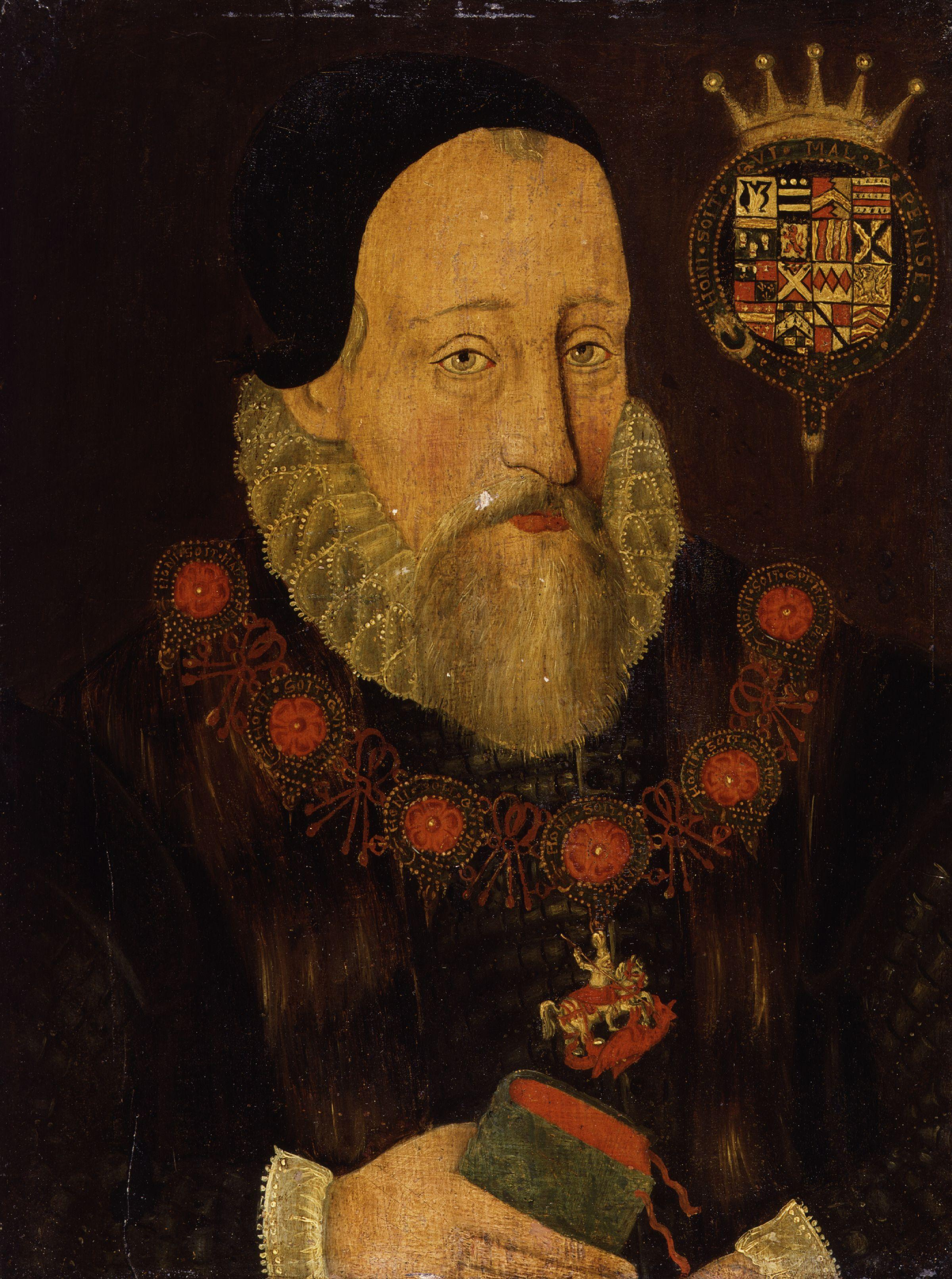
Henry Hastings, 3:e earl av Huntingdon.

Henry Hastings, 3:e earl av Huntingdon, född cirka 1535, död 1595), var en engelsk adelsman. Han spelade en roll i frågan om tronföljden efter Elisabet I. Huntingdon hävdade att han därigenom borde få efterträda Elisabet I på Englands tron. Huntingdon fick en del anhängare, särskilt bland protestanterna och bland Maria Stuarts fiender. 
Han var son till Francis Hastings, 2nd Earl of Huntingdon och Catherine Pole (död 1576), en ättling till George, hertig av Clarence. Han var gift med Catherine, dotter till John Dudley, 1:e hertig av Northumberland. 
1572 utsågs han till ordförande för Council of the North, och under den svåra perioden mellan Marias flykt till England 1568 och besegrandet av den spanska armadan tjugo år senare arbetade han ofta i norra England. Utan tvivel var det så att earlens egna anspråk på tronen fick George Talbot, 6:e earl av Shrewsbury, att flytta den skotska drottningen från Wingfield Manor till Tutbury, och under en kort tid 1569 var han en av de som vaktade henne. Huntington sammanställde en utarbetad historik över Släkten Hastings, en kopia av detta manuskript finns på British Museum. Då han dog barnlös, ärvdes titeln av hans bror George.